# Поп-механика
«Поп-меха́ника» («Популярная механика») — музыкальный коллектив, основанный Сергеем Курёхиным в 1984 году. Состав «Поп-механики» был непостоянным, в проекте принимали участие, параллельно со своей основной деятельностью, музыканты рок-групп «Аквариум», «Кино», «Странные игры», «АВИА», «Игры», «АукцЫон», «Новые художники», «Джунгли», «Три-О» и др. «Поп-механика» прекратила своё существование со смертью Курёхина в 1996 году.

## История
В конце 1970-х годов Курёхин начал экспериментировать с разнообразными собственными группами. 14 апреля 1984 года в Москве на сцене ДК «Москворечье» впервые состоялся концерт его самого известного проекта — «Поп-механика». Название группы перекликалось с названием американского журнала Pop Mechanics. Первое выступление в Ленинграде — весной 1985 года на фестивале Ленинградского рок-клуба. В 1987—1988 годах «Поп-механика» выступала в Таллине и Свердловске. Группа стала выезжать за рубеж — выступала в США, Англии, Швеции, Австрии, Германии, Франции, Дании.
Сергей Летов рассказывал:

Работа Курёхина с музыкантами «Поп-Механики» носила столь же парадоксальный характер, как и сами программы. Никаких нот он не раздавал, иногда напевал или наигрывал на клавишах, диктовал нам несложные партии непосредственно перед выступлением. Если музыканты не могли правильно сыграть то, что хотел Капитан, он просто отбрасывал этот фрагмент и переходил к следующему. План программ у него складывался примерно за пару часов до концерта — цепочка музыкальных стилей или событий, которые должен был представлять каждый из артистов. При этом, в распоряжении Капитана были в основном музыканты Ленинградского рок-клуба, по профессии — газовые кочегары и дворники. Нотной грамотой многие из них не удосужились овладеть, да и не очень к этому и стремились. Главное было — прикид (из комиссионного магазина), причёска, модные чёрные очки… Репетиции были только перед выступлением. Играли, как умели.

Если поначалу я позволял себе что-то «импровизировать», выходить за рамки им предполагаемого материала, то это приводило к ссоре с публичными оскорблениями. А если кто-то не понимал его дирижёрских наставлений, то Капитан просто изгонял таких людей с концерта, как, например, своего давнего друга саксофониста Владимира Болучевского. Или всю группу «Кино» в полном составе, как случилось на концерте в Ленинградском Доме Композитора. Зрителям, кажется, это тоже было интересно. Тем более, что в одной из постановок «Поп-Механики» на сцене оказалось сразу 464 человека и 1 козёл. Ведь помимо людей в программах «Поп-механики» принимали участие также удавы, обезьянка на велосипеде, лошади, ослы, куры, а также различный подвижной состав — грузовики, старинные автомобили эмки и даже танк — что случилось уже в Швеции…— Сергей Летов, Механики джаза Звезды джаза и авангарда дадут концерт памяти Сергея Курехина
В ряде выступлений принимал участие эстрадный певец Кола Бельды. Один из таких концертов посетил молодой Владимир Шахрин (пришедший, по его словам, поглумиться над умирающей эстрадой): «Длинноволосые двухметровые мужики в шкурах и мехах, с фантастическим по тем временам светом, с какими-то этническими брёвнами на цепях [к нашему удивлению, начали играть] достаточно сложную этническую музыку на джазовой основе. [От северных песен Кола Бельды] просто вдавливало в кресла. Мы получали колоссальное удовольствие, которое вскоре начали бурно выражать — свистеть, улюлюкать, хлопать. Мы попали на поистине роскошный концерт. <…> Стояли дураки-дураками, в этих ремнях, ботинках, заклёпках, и аплодировали артисту».
В одном из выступлений «Поп-механики» принимала участие британская актриса Ванесса Редгрейв.

## В разное время в «Поп-механике» играли
- Сергей Курёхин — дирижёр, клавиши, вокал, общее руководство
- Григорий Сологуб — гитара, сценическое действие
- Виктор Сологуб — бас-гитара, гитара, сценическое действие
- Борис Гребенщиков — гитара, сценическое действие
- Виктор Цой — гитара
- Александр Титов — бас-гитара
- Юрий Каспарян — гитара
- Игорь Борисов — гитара
- Игорь Бутман — альт-саксофон
- Иван Шумилов — флейта крумхорн
- Юрий Касьяник — сопрано-саксофон, флейта, блок-флейта
- Игорь Тихомиров — бас-гитара
- Александр Кондрашкин — ударные
- Михаил Кордюков — перкуссия
- Александр Ляпин — гитара
- Алексей Вишня — гитара, звукорежиссура
- Николай Гусев — клавишные
- Алексей Рахов — саксофон
- Владимир Болучевский — саксофон
- Сергей Летов — саксофон, бас-кларнет, тенор-саксофон
- Егор Летов — бас-гитара, гитара
- Михаил Костюшкин — тенор-саксофон
- Аркадий Шилклопер — валторна, ягд-хорн
- Аркадий Кириченко — туба, вокал
- Михаил Чернов — саксофон
- Алексей Заливалов — альт
- Владимир Диканский — скрипка
- Всеволод Гаккель — виолончель
- Борис Райскин — виолончель
- Леонид Федоров — гитара
- Александр Беренсон — труба
- Александр Швецов — труба
- Геннадий Трубин — тромбон
- Николай Ольшевский — тромбон
- Сергей «Африка» Бугаев — индустриальная группа, электронные барабаны
- Георгий «Густав» Гурьянов — индустриальная группа, ударные, вокал
- Тимур Новиков — индустриальная группа
- Олег Гаркуша — маракасы, индустриальная группа, сценическое действие
- Елена Корикова — вокал, бэк-вокал
- Гарик Асса — шоу, демонстрации коллекций авангардной моды
- Владислав Мамышев — перформансы и шоу
- Игорь Силин (Duo Zikr) — вокал
- Ольга Ткаченко (Duo Zikr) — вокал

## Дискография
Частичная дискография Сергея Курёхина с «Поп-механикой»
- 1985 — «Концерт» (магнитоальбом)
- 1985 — «3-й Ленинградский рок-фестиваль» (запись выпущена в 1999 году в серии «Фестивали Ленинградского рок-клуба» Отделением «Выход»)
- 1987 — «Народ гуляет» (магнитоальбом)
- 1987 — «Насекомая культура» (магнитоальбом, в 1998 году переиздан на CD SoLyd Records)
- 1987 — «Поп-механика» и Westbam «Отец и сын» (в 2002 году переиздано на CD «Сергей Курехин — Поп-механика — Westbam»)
- 1987 — «Введение в Поп-механику» (LP, CD / Leo Records)
- 1988 — Pop Mechanics No 17 (LP, CD / Leo Records)
- 1988 — «Поп-механика» и Westbam «Live at Leningrad» (LP)
- 1991 — «Ибливый опоссум — концерт во Франции» (CD, переиздавался на «SoLyd» под названием «Франция. Ибливый опоссум»)
- 2000 — «Легенды русского рока» (CD, сборник из серии «Легенды русского рока»)

## Память
18 декабря 2020 года вышел фильм-концерт проекта «Симфоническое Кино», основанного на симфонических инструментальных версиях песен группы «Кино», в рамках серии «Музыкальная гостиная» Газпромбанка. В конце выступления саксофонист Игорь Бутман сыграл в композиции Сергея Курёхина «Целотонко» из репертуара «Поп-механики». Таким образом гитарист «Кино» Юрий Каспарян захотел отдать дань памяти Курёхину[значимость факта?].